# Adoxomyia lata
Adoxomyia lata är en tvåvingeart som först beskrevs av Friedrich Hermann Loew 1872.  Adoxomyia lata ingår i släktet Adoxomyia och familjen vapenflugor. Inga underarter finns listade i Catalogue of Life.